# Jean Kickx
Jean Kickx (Bruselas, 17 de enero de 1803-1 de septiembre de 1864) fue un botánico belga. Su padre, también conocido como Jean Kickx (1775-1831) fue un botánico y mineralogista; su hijo Jean Jacques Kickx (1842-1887) fue profesor de botánica en la Universidad de Gante.
En 1830 obtuvo su doctorado en la Universidad de Lovaina, después de servir como profesor de botánica en Bruselas (1831-1835) y en la Universidad de Gante (1835-1864). Fue cofundador de la Société royale de botanique de Belgique.

## Trabajos publicados
Fue el autor de un tratado sobre criptogámicas, de la flora nativa de Flandes que fue emitida después de su muerte. por su hijo como Flore Cryptogamique des Flandes (1867). En el campo de la malacología, publicó Specimen inaugurale exhibens synopsin molluscorum Brabantiæ Australi indigenorum (con Francis Joseph Adelmann, 1830). Otras obras notables escritas por Kickx incluyen:
- Flore cryptogamique des environs de Louvain, ou, Description des plantes cryptogames et agames qui croissent dans le brabant et dans une partie de la province d'Anvers, 1835 (Criptógamas encontradas en los alrededores de Lovaina, etc.).
- Notice sur quelques champignons du Mexique, 1841 (Noticia sobre algunos champiñones deMéxico).[3]

## Honores

### Eponimia
Géneros
- de fungi Kickxella (orden Kickxellales) fue nombrado en su honor por Eugène Coumans.[1]
- La abreviatura «J.Kickx f.» se emplea para indicar a Jean Kickx como autoridad en la descripción y clasificación científica de los vegetales.[4]